# Derítés
A derítés a folyadékban lebegő részecskék eltávolítása. 

## Borászat
Borászati eljárásként célja a bort tükrössé, vagyis kristálytisztává tétele. Ennek érdekében ahhoz olyan kolloid anyagokat – például zselatint, tannint (csersavat), fehérjéket, bentonitot – keverünk, amelyek adhézióval magukkal ragadják a bort zavarossá tevő lebegő anyagokat.
Az ún. kékderítéssel a borban lévő fém szennyezőket (elsősorban vasat, továbbá pl. a gombaölő szernek permetezett rézvegyületeket) távolítják el sárgavérlúgsó adagolásával, az oldott sókat berlini kék csapadék formájában leválasztva.

## Vegyipar
Vegyipari eljárásként feladata az oldatban lévő színezékek megkötése, majd szűréssel elválasztva tisztítja az oldatot.

## Konyhatechnika
Konyhatechnikai eljárásként Valamilyen folyadék tisztítása, a benne lebegő, zavarosodást okozó szilárd részecskék eltávolítása. Az ételkészítésben leggyakrabban az erő-, a hús-, a csontleves, és az aszpik készítésekor alkalmazzuk. A tojásfehérjéhez kevés hideg vizet adunk, kissé felverjük, azután a tisztítandó folyadékból egy keveset állandó keverés közben a tojásfehérjéhez öntünk. Jól összedolgozzuk, és folytonos keveréssel a lezsírozott leveshez adva, egy pillanatra felforraljuk. Félrehúzva 10-15 percig ülepítjük, majd óvatosan átszűrjük.

## Szennyvíztisztítás
A derítés a szennyvíz tisztításon belül a kémiai víztisztítási eljárásokhoz tartozik. Célja a nem, vagy csak nehezen ülepedő kolloid méretű lebegőanyagok eltávolítása, ezáltal a zavarosság, a szerves-anyag tartalom és oldott szennyezőanyag mennyiség csökkentése. 
A derítés több eljárásból álló művelet.
Főbb műveletei: 
- vegyszer bekeverés
- koaguláció
- flokkuláció
- ülepítés

### Koagulálás (első szakasz)
- A kolloid szemcsék negatív elektromos töltésűek, ezért taszítják egymást
-ezen szemcsék elektromos semlegesítését és a mikropelyhek képződését nevezzük koagulációnak
- vegyszer bekeverésével a folyamat 1-5 másodperc alatt lejátszódik

#### Leggyakrabban használt koaguáló vegyszerek
- Alumínium-szulfát
- vas(III)-szulfát

### Flokkulálás (második szakasz)
- több koagulált szemcse összetapasztása, szemcsék ülepíthető nagyságúra növelése
- mechanikai művelet, lassú keveréssel segítjük elő
- 10-30 perc alatt zajlik le

### Ülepítés, szűrés (harmadik szakasz)
- a keletkezett pelyhek gravitációs erőtérben kiülepíthetők 1-3 óra alatt
- a ki nem ülepedett lebegőanyagokat szűréssel lehet eltávolítani